# Sequenzierung (Produktion)
Als Sequenzierung oder Sequenzplanung (im wissenschaftlichen Bereich auch unter dem englischen Begriff sequencing and scheduling geläufig) wird in der Produktionsplanung die Bildung einer Fertigungsreihenfolge von Produktionsaufträgen bezeichnet. In vielen Industrien (Chemische Industrie, Automobilindustrie) ist es ungünstig Produktionsaufträge in der Reihenfolge ihres Eintreffens auszuführen. Die Produktionssequenz wird stattdessen so gestaltet, dass zum Beispiel die Auslastung von Maschinen und Personal gleichmäßig ist, beziehungsweise die Rüstkosten von Maschinen minimal sind. Produziert ein Unternehmen in Losfertigung, werden nicht einzelne Produktionsaufträge, sondern ganze Lose sequenziert.
Sequenziert wird oft nur ein Teil aller vorliegenden Produktionsaufträge, wegen der meist hohen Rechenaufwändigkeit. Das kann z. B. das Produktionsprogramm einer einzelnen Schicht oder eines Tages sein. Die Zuordnung von Aufträgen zu Tages- oder Schichtprogrammen wird in der Literatur uneinheitlich als Level-Scheduling, Glättung oder Balancing bezeichnet. Daraus ergeben sich dann Planungshierarchien wie z. B. Monat - Tag - Takt.
Im amerikanischen Sprachraum werden die Begriffe Scheduling und Sequenzierung (engl. Sequencing) oft gleichgesetzt. Hierbei sollte jedoch beachtet  werden, dass eine Sequenz in der Regel eine unveränderbar festgelegte Produktionsreihenfolge bezeichnet – (siehe auch Perlenkette), während das Scheduling im Allgemeinen die Produktionsabschnitte in zeitlicher Folge beschreibt, bei denen sich die Position eines Auftrags oder auch mehrerer Aufträge im Nachhinein ändern kann. (Siehe hierzu auch Scheduling.)

## Wissenschaftliche Ansätze und Methoden zur Lösung des Sequenzierungsproblems
Um den Anforderungen für eine technische Lösung des Problems zur Ermittlung optimierter Produktionsreihenfolgen gerecht zu werden, bedienen sich die Experten unterschiedlichster Herangehensweisen. Grundsätzlich werden zwei Prinzipien hierbei angewandt.
Berechnung einer mathematisch exakt ermittelten Lösung unter Verwendung von:
- Constraint Programmierung
- mathematische Programmierung (Integer Programming)
- Ad-hoc-Methode
- Branch and Bound-Methode (engl.).

Findung einer Lösung unter Anwendung von Heuristiken, wie z. B.:
- Gierige Algorithmen (Greedy Approach)
- lokale Suche (Local Search Approach)
- Evolutionäre Algorithmen (Evolutionary Algorithms)
- Ameisenalgorithmus (Ant Colony Optimization).

Auch Kombinationen der oben genannten Methoden können angewandt werden.

## Systeme zur Lösung von Sequenzierungsproblemen
Stark gefallene Investitionskosten für Rechnersysteme ermöglichen bereits heute den Einsatz moderner, leistungsfähiger Softwarelösungen, die auf der Grundlage der Auftragsdaten aus auftragsführenden ERP/PPS-Systemen zusammen mit den spezifischen Anforderungen aus der Produktion aufbauen.
Die meisten dieser Werkzeuge bedienen sich hierzu sogenannter Solver, die auf die bereits oben beschriebenen Methoden aufbauen und beispielsweise als Funktionsbibliotheken am Markt erhältlich sind. Um zusätzliche Funktionen erweitert, wird eine Integration in bestehende PPS/MES-Umgebungen vereinfacht bzw. überhaupt erst ermöglicht.
Steigende Komplexität und zunehmende Variantenvielfalt der zu produzierenden Produkte führten dazu, dass die Automobilindustrie, was die Nutzung von Sequenzierungssystemen angeht, eine Vorreiterrolle eingenommen hat. Andere Industriezweige, welche sich zwischenzeitlich an den Produktionsprinzipien der Automobilhersteller orientiert haben [siehe auch Toyota-Produktionssystem], denken zunehmend über den Einsatz derartiger Planungswerkzeuge nach. Insbesondere, weil solche Berechnungen nicht mehr ausschließlich der Festlegung der tatsächlich zu produzierenden Tagesbedarfe dienen sollen, sondern auch, weil es möglich ist, unterschiedlichste Szenarien zu simulieren und die erzielten Ergebnisse der Simulationsläufe zu Analysezwecken vergleichen.
Neben den bereits genannten Anlagen- und Arbeitskräftekapazitäten können als Restriktionen weitere montagerelevante Aspekte berücksichtigt sein wie z. B.:
- unterschiedliche Taktzeiten bei heterogenen Fertigungslinien
- einzuhaltende Abstände
- zu bildende Blöcke (z. B. Zusammenfassung gleichfarbiger Karosserien bei der Lackierung von Fahrzeugen)
- keilförmige Restriktionen (z. B. am Anfang einer Schicht nur wenige komplexe Fahrzeuge)
- Gleichverteilung von zeitintensiven Arbeitsinhalten.